# Sido Mulyo (Semaka)
Sido Mulyo is een bestuurslaag in het regentschap Tanggamus van de provincie Lampung, Indonesië. Sido Mulyo telt 1945 inwoners (volkstelling 2010).